# Pedata del Diavolo
La Pedata del Diavolo è un rilievo montuoso italiano appartenente alla catena dell'Appennino Tosco-Emiliano ed è alto 1662 metri sul livello del mare. Si trova in alta Toscana, in Provincia di Pistoia, nel comune di San Marcello Piteglio.

## Caratteristiche
La Pedata del Diavolo costituisce un punto d'incontro, molto frequentato, di tre crinali. Verso Nord, attraverso il vicinissimo Poggio dei Malandrini, si diparte salendo l'Alto crinale dell'Appennino Tosco-Emiliano, che prosegue formando il Poggio delle Ignude, alto 1732 metri s.l.m., quindi il Monte Gennaio, alto 1814 metri s.l.m. poi si dirige verso l'esile cresta del Passo del Cancellino, verso la strettoia del Passo dello Strofinatoio ed infine verso il Corno alle Scale, il Monte Cornaccio, il Monte Cupolino, il Lago Scaffaiolo, il Monte Spigolino, la Cima Tauffi, ed il Monte Libro Aperto, fino al Monte Cimone. Questo alto crinale, presso la Pedata del Diavolo, fa da spartiacque tra il bacino del Torrente Verdiana, tributario del Torrente Lima, affluente del fiume Serchio che si getta nel Mar Tirreno, da un lato; il Torrente Orsigna, tributario del fiume Reno che si getta nell'Adriatico, dall'altro. 
Verso Sud-Est, invece, si diparte il crinale discendente che si dirige verso il Passo del Rombiciaio o Rombicciaio, la Crina ed i paesi di Pracchia e Pontepetri, nella Valle del Reno: questo crinale fa da spartiacque tra il Torrente Orsigna, nella omonima Valle, ed il Torrente Maresca. 
Infine, verso Sud-Ovest, si diparte il terzo crinale, anch'esso discendente, che si dirige verso il dirupato Passo della Maceglia, poi Ponticelli, il Monte Crocicchio e il Paese di San Marcello Pistoiese: questo terzo crinale fa da spartiacque tra il Torrente Verdiana, da un lato, il Torrente Maresca e Torrente Limestre, dall'altro.
L'area sommitale della Pedata del Diavolo è erbosa e si trova poco al di sopra del limite vegetazionale degli alberi che in loco è di 1550 metri s.l.m. Le pendici, sotto una certa altezza, sono tutte coperte dalla secolare Foresta del Teso, costituita prevalentemente da faggi di alto fusto, poi da abeti e da aceri di monte e da altre essenze autoctone.

## Rifugi
Vicinissimo alla Pedata del Diavolo, verso Sud,  è situato il Rifugio del Montanaro, alto 1567 metri s.l.m.; appartiene al CAI, Sezione della Montagna Pistoiese.  Non molto lontano dalla Pedata del Diavolo e dal Poggio dei Malandrini, sulle pendici est del Poggio delle Ignude, si trova anche il Rifugio di Porta Franca, alto 1600 metri s.l.m., del CAI, Sezione di Pistoia, che domina la Valle dell'Orsigna.

## Sentieri
Dalla Pedata del Diavolo passano importanti sentieri:
- MPT, traversata dei laghi, segnavia 00, che da San Marcello Pistoiese conduce sull'Alto Crinale Appenninico, verso il Monte Gennaio, il Lago Scaffaiolo ed i monti Cupolino, Spigolino, Cima Tauffi, Libro Aperto.
- Poco distante dalla Pedata passa il sentiero con segnavia 3 che proviene da Pontepetri e dalla Casetta Polledrari;
- il sentiero GEA, Grande Escursione Appenninica, segnavia 33, che da Pracchia conduce anch'esso alla Pedata e poi verso l'Alto Crinale orientale dell'Appennino Tosco-Emiliano.

## Panorama
Dalla Pedata del Diavolo si osserva un ampio panorama: l'occhio spazia verso il Monte Cornaccio, il Balzo Nero, la Valle della Verdiana, la Valle della Lima, Il Passo dell'Abetone, la Valle dell'Orsigna e la Valle del Torrente Maresca. Inoltre, quando il cielo è terso, sono visibili in lontananza: oltre alla pianura pistoiese e fiorentina, il Valdarno, buona parte delle colline della Toscana fino al Monte Amiata, il Monte Pisano, le Alpi Apuane, le colline del bolognese e talvolta anche il Mar Tirreno ed alcune isole dell'Arcipelago Toscano.
Dalla Pedata del Diavolo è possibile osservare anche albe e tramonti meravigliosi, magari approfittando proprio del vicino Rifugio CAI del Montanaro per pernottare.

## Curiosità storiche
Presso la Maceglia, sul versante Ovest della Pedata del Diavolo, che è assai scosceso e sassoso, a pochi minuti di cammino dal Rifugio del Montanaro, vicino al sentiero che dalla Foresta del Teso conduce al Corno alle Scale ed al Lago Scaffaiolo, vi è il monumento ai partigiani Sergio Giovannetti e Franco Prioreschi, membri della Brigata partigiana Gino Bozzi, qui caduti il 14 luglio 1944 per mano dei nazisti. Questo monumento è raggiunto ogni anno dalla tradizionale fiaccolata del 25 aprile, attraverso un cammino di 30 minuti dalla località di Pratorsi, sopra Gavinana.
A pochi minuti di cammino dalla Pedata del Diavolo, si trova il Rifugio di Porta Franca, a 1600 m s.l.m. Questo rifugio prende il nome dall'omonimo luogo di dogana, prima dell'unità d'Italia, sul confine tra lo Stato della Chiesa e il Granducato di Toscana, come è testimoniato dal fatto che poco distante vi è un luogo chiamato Le Gabellette. Porta Franca era frequentato fino dal medioevo.